# Російська колективна провина
Росі́йська колекти́вна прови́на — концепція утворена під час російського вторгнення в Україну, яка полягає в тому, що росіяни несуть колективну провину за збройну агресію Російської Федерації проти України, воєнні злочини, геноцид українців, окупацію й анексію територій України та порушення прав людини. Базується на тому, що російське суспільство загалом не протестувало проти збройної агресії Російської Федерації проти України, а навпаки, підтримувало діяння російського уряду своєю бездіяльністю.
Оскільки Російська Федерація використала територію Республіки Білорусь для повномасштабного вторгнення в Україну, то існувала окрема дискусія і про колективну провину та / або відповідальність білорусів за дії незаконно обраної влади своєї держави.

## Передісторія та термінологія
На початку XX століття поняття колективної відповідальності використовувався переважно тоталітарними державами. Наприклад, у СРСР окремі випадки колабораціонізму з нацистами були підставою для депортації цілих народів.
Після Другої світової війни принцип колективної відповідальності виник у контексті обговорення вини німецького народу за злочини нацистів. У рамках програми денацифікації Німеччини союзники з Антигітлерівської коаліції за багатьма німецькими містами розвішували плакати з написом «Ти винен»: на ньому був зображений палець, що вказує на того, хто дивиться, і фотографія Бухенвальда. Такі плакати викликали обурення в німецькому суспільстві, у якому виникало питання: «як звинувачувати звичайних німців у страшних злочинах нацистського режиму, коли вони нічого не знали і навіть якщо знали, то нічого не могли з цим вдіяти».
У 2022 році українська філософиня Оксана Довгополова зазначала, що саме після Другої світової війни особливо гостро виникли теми колективної провини та відповідальності через безпрецедентний характер скоєних тоді злочинів. Вона зазначала, що спочатку німці намагалися позиціонувати себе як жертву: «Ми заручники, ми постраждали, ми не хотіли нікого вбивати, ми не знали, що це відбувається». Однак на таку позицію заперечували: «Ви відводили очі від того, що на сусіда вішали жовту зірку, коли ви ходили в магазини з табличкою, що євреїв тут не обслуговують, ви підтримували цю систему. Ви не протестували, ви нічого не робили, ви намагалися вдати, що нічого не відбувається». Довгополова зазначала, що «свого часу Гітлер прийшов до влади в результаті демократичних виборів і мав величезну підтримку населення».
До теми провини Німеччини за нацистські злочини звертався Карл Ясперс. Він писав: «Народ не можна перетворити на індивідуум. Народ не може ні героїчно загинути, ні бути злочинцем, ні вчинити морально чи аморально, це можуть завжди лише окремі його представники». Він вважав, що юридична, моральна та «метафізична» винність може бути «лише індивідуальною», проте на його думку за дії державних діячів, у яких опосередковано беруть участь усі громадяни, може бути «колективна політична відповідальність». Він вважав, що очищення Німеччини від нацизму можливе лише з визнанням колективної політичної відповідальності: «лише зі свідомості винності виникає свідомість солідарності та власної відповідальності, без якої неможлива свобода».
Ганна Арендт стверджує, що «коли всі винні, ніхто не винен». На її думку, якщо назвати якусь групу винною, то це «знімає з членів цієї групи відповідати за свої особисті вчинки». Проте, на думку Арендт, на відміну вини, відповідальність може поширюватися на спільність людей. Вона вважала, що у разі приналежності до політичної спільності, що передбачає пасивну співучасть у злочинах, що вчиняються від його імені, може йтися про колективну відповідальність. На її думку злочини нацистів проти людяності стали можливими через готовність середньостатистичного німця, «доброго сім'янина», поступитися своїми переконаннями задля гарантованих режимом матеріальних благ. При цьому такі люди виправдовували свої дії тим, що просто виконували накази.
Максим Кац стверджував, що росіяни несуть колективну відповідальність через російське вторгнення в Україну, адже російська армія й уряд діють від імені росіян, проте заперечував наявність колективної провини.

## Полеміка
На думку оглядачів Фонду Карнеґі, у російському суспільстві «шок 24 лютого був бентежним», незважаючи на те, що ситуація навколо України постійно нагнітається протягом кількох попередніх місяців. Однак, як зазначали аналітики, «згодом ця фрустрація виявилася не у запереченні війни, не в антивоєнних настроях, а, навпаки, в активній чи пасивній підтримці „спецоперації“ та прийнятті її ідеологічних та моральних обґрунтувань». На їхню думку, після вторгнення в Україну в Росії почалося відновлення «путінської більшості», яке розпалося після закінчення кримського консенсусу. Проте, оглядачі зазначали, що маса росіян, які підтримують вторгнення в Україну та Путіна, є неоднорідною. За даними оглядачів, до серпня 2022 року свою незгоду з тим, що відбувається, декларувало близько 20% росіян. Аналітики зазначали, що офіційна інформація про війну в Україні накладалася на уявлення, що давно сформувалися, у більшості громадян Росії про свою країну, ситуацію на пострадянському просторі, у Європі та світі. Тому офіційний дискурс російської влади легко вкладалася у світогляди росіян, проте що суперечило цій картині світу відкидалося як «брехня, русофобія і ворожа пропаганда».
На думку оглядачів Фонду Карнеґі, війна лише трохи змінила співвідношення між прихильниками і противниками режиму Путіна: здебільшого ті, хто вважав за краще дивитися новини по російському ТБ і підтримував владу ще в середині лютого, після початку війни здебільшого продовжили підтримувати дії Путіна, а ті, хто і до війни був в опозиції до чинної російської влади, не підтримали вторгнення.
У березні 2022 року Левада-Центр провів соцопитування, згідно з яким 89% респондентів схвалили війну проти України. У березні 2022 року Радіо Свобода стверджувала, що «за даними незалежних соціологів, три чверті росіян підтримують війну проти України».
Підтримка війни у російському суспільстві знизилася наприкінці 2022 року за результатами опублікованого виданням «Медуза» закритого соцопитування, проведеного Федеральної службою охорони Російської Федерації (ФСТ Росії). Згідно з опитуванням, за мирні переговори з Україною у листопаді виступали близько 55% росіян, а за продовження війни – лише 25%, хоча ще у липні ситуація була протилежною (57% за продовження війни та 32% за переговори).
Високі показники підтримки дій російської влади викликали безліч суперечок про те, чи можна довіряти опитуванням у Росії під час вторгнення в Україну. Однак дослідники вказували, що контури ставлення до подій в Україні вгадувалися в результатах соцопитувань, що проводяться на рубежі 2021–2022 років. За їхніми даними, на початок лютого 2022 року дві третини російського суспільства підтримували Путіна, і в міру ескалації війни проти України ця підтримка зростала, а більшість росіян поклала відповідальність за початок конфлікту на Західний світ.

### Проблема колективної відповідальності росіян
Після початку повномасштабного російського вторгнення в Україну виникла складна дискусія про моральну відповідальність усіх росіян за війну, про справедливість бойкоту російської культури та правомірність західних санкцій, спрямованих проти росіян. Багато росіян, хоча відчували сором за дії своєї країни, проте скаржилися на «несправедливість» санкцій, які торкаються «простіх» росіян.
Німецький історик і професор Мюнхенського університету Людвіга-Максиміліана доктор Мартін Шульце Вессел вважав, що колективна відповідальність росіян має місце, адже Володимир Путін "не діє у порожньому просторі", а в культурному контектсі, продуктом якого він сам і є. На думку професора Мартіна, у цьому культурному контексті дуже сильною є ідея русофобії, ідея "блокування" Росії Західним світом, а також ідея "російської образи" на Західний світ: «Зрозуміло, що Путін – диктатор, який особисто вирішив розв'язати цю війну», проте «є і відповідальність Росії та росіян»  . Він наголошував: «ще у липні минулого року дав зрозуміти, що не хоче існування України як незалежної нації. Він розпочав війну проти української нації, а будь-яка війна проти нації має вимір геноциду».
Фахівець зі Східної Європи Роберт Остін вважав, що Захід не повинен перестаратися в "паплюженні росіян", але давня підтримка Володимира Путіна російським народом насправді заклала основу для цієї збройної агресії проти України. Під час російсько-української війни у ЗМІ часто використовувався термін "Putin’s War", що обурювало українців.

## Позиція України

### Володимир Зеленський
За кілька годин до повномасштабного російського вторгнення, 24 лютого 2022 року президент України Володимир Зеленський записав російською мовою відеозвернення до росіян, де він заявив, що «на кордоні з Україною дислоковано майже 200 тисяч російських солдатів, які найближчим часом можуть розпочати наступ на сусідню країну», що стане початком «великої війни на європейському континенті». Зеленський закликав громадян Росії виступити проти війни, кажучи, що «якщо керівництво Росії не хоче заради миру сідати за стіл із нами, можливо, воно сяде за стіл із вами». Наприкінці промови він запитав: «Чи хочуть росіяни війни? Я дуже хотів би відповісти на це запитання. Але відповідь залежить лише від вас».
Протягом першого місяця повномасштабної війни із Росією Зеленський записав ще кілька звернень до росіян. Так, на своєму ранковому брифінгу 24 лютого, проведеного невдовзі після початку російського вторгнення, він заявив: «Багато залежить від російського народу. Громадяни Росії самі вибиратимуть, яким шляхом вони особисто. Усім, хто в Росії ще не втратив совість, настав час вийти і заявити протести проти війни з Україною». 25 лютого Зеленський у своєму зверненні говорив: «Усім громадянам [Росії], які виходять на протест, хочу сказати: ми вас бачимо. Це означає, що ви почули нас. Це означає, що ви нам починаєте вірити. Боріться за нас, боріться проти війни». 15 березня він казав: «Я вдячний тим росіянам, які не припиняють спроб донести правду. І особисто тій дівчині, яка увійшла до студії «Першого каналу» з плакатом проти війни». 23 березня він у зверненні до росіян заявив: «Якщо можете покинути Росію, зробіть це», щоб не віддавати податки на війну. 27 березня 2022 Зеленський дав перше після початку вторгнення інтерв'ю російським журналістам. У ході цього інтерв'ю він сказав, що в Україні і в нього особисто дуже погіршилося ставлення до Росії та російського народу, визнаючи, що хоча є в Росії люди, які підтримують Україну, проте він наголошував на глибокому розчаруванні в тому, що високий відсоток росіян через різні причин підтримали війну.
29 серпня 2022 року Володимир Зеленський заявив: «Не тільки президент Путін, але і вся Росія несе відповідальність за цю війну».

### Інші діячі
У березні 2022 року у відповідь на заклик канцлера Німеччини Олафа Шольца «не ображати людей, які приїжджають з Росії, це війна Путіна, тільки він несе відповідальність за це» український посол у Німеччині Андрій Мельник заявив: «Наймовчазніше російське суспільство підтримує війну де-факто. Путін - це лише верхівка айсберга». Мельник наголошував: «Це війна Росії на знищення України. Крапка. Ці росіяни – не інопланетяни. Вони льотчики, що бомбять українські міста, вбивають жінок та дітей».
24 серпня 2022 року в річницю відновлення незалежності України глава МЗС України Дмитро Кулеба закликав країни Заходу припинити видачу віз росіянам: «Росіяни переважно підтримують війну проти України, вони мають бути позбавлені права перетинати кордони, доки не навчаться їх поважати… Туристи, бізнесмени та студенти мають бути позбавлені права подорожувати до країн Євросоюзу та G7».

## Оцінки російських діячів

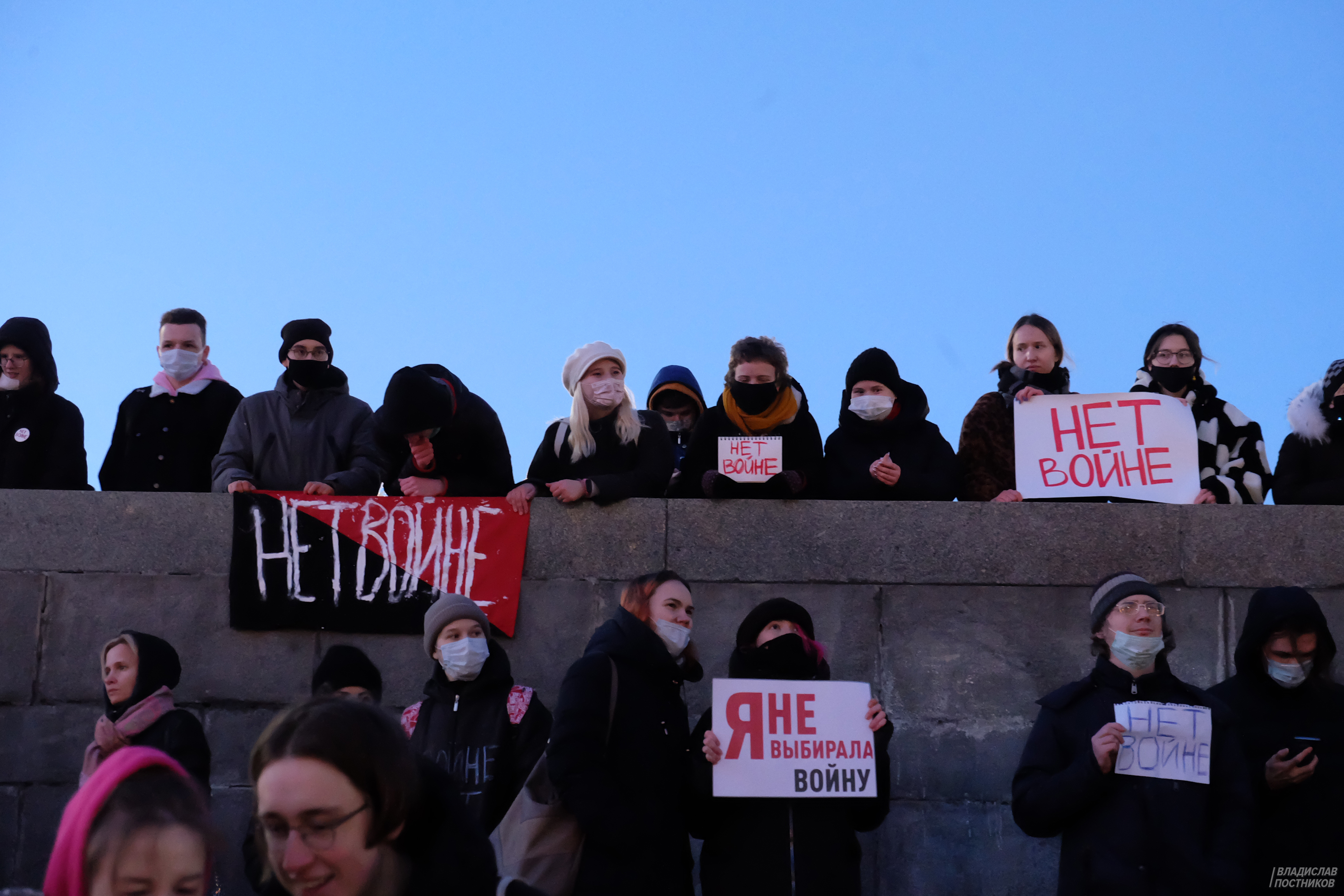
Стихійний пікет, що організувався в центрі Єкатеринбурга, на площі 1905 року, 24 лютого – у день початку широкомасштабного російського вторгнення в Україну

Російські опозиційні політики та громадські діячі неоднозначно відносяться до питання колективної провини росіян через збройну агресію Російської Федерації проти України. Наприклад, Максим Кац стверджував, що росіяни несуть колективну відповідальність через російське вторгнення в Україну, адже російська армія й уряд діють від імені росіян, проте заперечував наявність колективної провини.
Російський публіцист Віктор Шендерович зазначав, що у тих, хто «живе в Росії, — стокгольмський синдром». На його думку, росіяни протягом тривалої багаторічної пропаганди за правління Володимира Путіна опинилися в «паралельній реальності», і в картині світу прихильників Путіна «Росія протистоїть чи то українському нацизму, чи то нашестю трансгендерів – загалом чомусь поганому із Заходу». Шендерович вважав, що за політику Путіна «всі росіяни платитимуть — як нація, як цивілізація», проте він виступав проти «однієї на всіх моральної вини» росіян, заявляючи що аморально «ставити через кому Рамзана Кадирова та Володимира Кара-Мурзу, Навального, Яшина та мільйони людей, які ніколи не голосували за Путіна, виходили на мітинги протесту».
Російський культуролог Андрій Архангельський писав: «Незважаючи на опір тисяч одинаків, протест проти війни в Росії назвати не можна масовим, навіть через півроку після початку агресії».
Російський письменник Володимир Сорокін зазначав: «Ми усі винні. Не тільки Путін та його команда». Він питав: «Чого я конкретно не зробив, щоби цієї війни не допустити? І так у кожної розсудливої людини, мені здається. Ця вина буде наростати, власне, і після закінчення війни, ми її носитимемо в собі. Ми, росіяни, все вип'ємо гірку чашу».

## Питання провини та / або відповідальності білорусів
Питання провини та / або відповідальності білорусів у війні проти України становить окрему дискусійну тему від питання провини росіян. Російська Федерація використовувала територію Республіки Білорусь як плацдарм для свого вторгнення в Україну. Польський політолог Каміль Клисинскі зазначав, що влада Білорусі не тільки добровільно представила свою територію для військ РФ, а й у вторгненні в Україну була задіяна білоруська інфраструктура на кшталт залізниць та установ медицини. У результаті, зазначав Клисинскі, Білорусь порушила щодо України низку своїх зобов'язань, зокрема «Договір про дружбу, добросусідство та співробітництво».
На тлі цього виникла велика дискусія щодо відповідальності білорусів за війну в Україні. Білорусь на Заході називали "спів-агресором", і проти Білорусі були введені жорсткі західні санкції. Громадян Білорусі стали звинувачувати в «допомозі диктатору».
У контексті білоруської співучасті в агресії виникало і питання відповідальності за військові злочини Російської Федерації на українській території, особливо на півночі України (див. Бучанська різанина). Білоруський юрист Катерина Дейкало заявляла, що «загалом держава не може відповідати за військові злочини, якщо вона не є учасником військового конфлікту», проте вона не виключала відповідальності вищого керівництва Білорусі, якщо їхня провина за ці злочини буде доведена. Польський політолог Каміль Клисінскі вважав, що Білорусь у будь-якому разі несе відповідальність за військові злочини на території України, якщо не юридичну, то політичну та етичну. За його словами, «якби Білорусь не надала свою територію, росіянам не вдалося б так швидко дійти до околиць Києва та окупувати їх».
Згідно з даними дослідження Chatham House від травня 2022 року, понад 50% громадян Білорусі вважали, що вони не заслуговують на таке ж негативне ставлення до себе як росіяни з боку країн Заходу, і лише 15% опитаних заявили про те, що відчувають провину за війну в Україні. При цьому близько 40% заявили про те, що не підтримують дії російської армії в Україні, тоді як про підтримку російського вторгнення заявили 32% білорусів.
У червні 2022 року український президент Володимир Зеленський говорив: «З території білорусі були запущені ракети. Дуже багато, різного калібру, які принесли різні страждання Україні. Тим не менш, ми розуміємо, що це не рішення білоруського народу, і ми вважаємо, що білоруському народу треба робити все, щоб не втягнутися в цю війну». При цьому він зазначав, що важливо, щоб білоруси відчували свою відповідальність за те, що відбувається: «Не можна мовчати просто і говорити: це не ми, це з нашої території російська федерація робить ці постріли. Я вважаю, що це несправделиво».
При цьому журналісти зазначали, що до серпня 2022 року за Україну воювали близько 500 бійців у складі полку Калиновського, на території Білорусі місцеві партизани влаштовували рейкову війну, а також білоруська діаспора надавала українцям гуманітарну допомогу.

### Оцінки щодо білоруського суспільства
Білоруська філософиня Тетяна Щитцова наголошувала: «Багато білорусів, і ті, хто залишаються в країні, і ті, хто виїхав на еміграцію, які брали участь у протестах 2020 року та мають активну громадянську позицію, зараз пишуть про своє відчуття провини». За її словами: «Почуття провини свідчить про те, що, будучи громадянкою Білорусі, я дуже шкодую, що не можу нічого змінити, не можу зупинити те, що зараз із території моєї країни Росія веде війну проти України. Це почуття безсилля тисне на мене і цей тиск ми називаємо виною. Тобто сам феномен відчуття провини в цих обставинах свідчить про гостре переживання причетності до того, що відбувається на нашій землі».
На думку Щитцової, у 2020 білоруське громадянське суспільство показало свою готовність взяти відповідальність за майбутнє своєї країни. Однак, на думку Шитцової, з того часу Білорусь опинилась у ситуації «здвоєної окупації»: внутрішньої — з боку репресивного режиму Олександра Лукашенка, і зовнішньої — з боку російських військ.
Білоруський письменник Андрій Жвалевський у лютому 2022 року писав, що йому «дуже боляче і прикро», коли «пособниками агресії» називали не лише «Лукашенком та його підлеглими», а взагалі всіх білорусів. На його думку, Білорусь стала країною, «у якій взагалі немає закону» і де до лютого 2022 перебувало понад тисячу політв'язнів. Жвалевський вважав, що білоруси не йдуть «з голими руками на ОМОН», а в тому, що переважна більшість білорусів із середини 1990-х байдуже спостерігали, як Лукашенко «знищив усі демократичні інститути».
Радник Світлани Тихановської Олександр Добровольський у серпні 2022 року заявляв: «Якщо Білорусь накликала на себе цю ганьбу зі співучастю, то Білорусь і робить усе, щоб цю співучасть припинити». Він додав: «Ми розуміємо українців, яким ніколи розбиратися, хто є хто серед білорусів, вони захищають свою країну. І у них біль, у них смерті. І жодного осуду, що вони там недалекоглядні, щось не розібралися, з нашого боку бути не повинно».

## Цікаве
4 квітня 2022 у мережі з'явилось відео зняте у місті Рязань де чоловік знаходячись у стані алкогольного психозу розбив лобове скло на автівці випадкового водія, а на питання нащо він це зробив той відповів «у мене хлопці гинуть» та «мені на війну треба з Україною» .